# Liam Rimet
Pas d'image ? Cliquez ici

a Compétitions nationales et continentales officielles uniquement.

b Matchs officiels uniquement.
Dernière mise à jour le 9 juillet 2024.
Liam Rimet, né le 15 septembre 2003 à Baie-Mahault, est un joueur français de rugby à XV qui évolue au poste de demi de mêlée au CS Bourgoin-Jallieu.

## Biographie

### En club
Liam Rimet naît en 2003 à Baie-Mahault en Guadeloupe de parents originaires de Mâcon. Il commence le rugby à l'âge de dix ans en Guadeloupe avant de rejoindre le pôle espoirs du même archipel. En Alamercery, soit en catégorie des moins de 16 ans, il rejoint le Lyon olympique universitaire.
Il dispute son premier match en professionnel le 27 décembre 2021 sur la pelouse du Stade rochelais en Top 14, en remplaçant Jonathan Pélissié à cinq minutes du terme de la rencontre. Le 20 janvier 2023, il dispute son premier match européen face aux Bulls en Champions Cup. Il remplace Jean-Marc Doussain à la 70e minute de jeu.
À l'intersaison 2023, il est prêté à l'AS Béziers Hérault en Pro D2. Le 1er septembre 2023, il inscrit son premier essai en professionnel face au Rouen Normandie Rugby pour sa première titularisation en pro. Dès le mois d'octobre 2023, il est rappelé de son prêt par le club lyonnais en raison de la blessure de Jean-Marc Doussain et du départ de Pierre Pagès. Il est titularisé pour la première et seule fois avec le LOU en déplacement sur le terrain des Saracens en Champions Cup.
En mai 2024, il rejoint le CS Bourgoin-Jallieu en Nationale, où il signe un contrat de deux saisons.

### En sélection
Le 4 février 2022, Liam Rimet dispute son premier match avec l'équipe de France des moins de 20 ans face à l'Italie dans le cadre du Tournoi des Six Nations. Il entre en jeu pour les cinq dernières minutes de la partie à la place de Baptiste Jauneau.